# Joan Coromines i Vigneaux
|  | No s'ha de confondre amb Joan Corominas i Vila. |

Joan Coromines i Vigneaux (Barcelona, 21 de març de 1905 - Pineda de Mar, Maresme, 2 de gener de 1997) fou un lingüista català. Autor del Diccionari etimològic i complementari de la llengua catalana, de l'Onomasticon Cataloniae i del Diccionario crítico etimológico de la lengua castellana, Coromines va ser un dels principals especialistes en lingüística romànica. Tenia un gran coneixement del català, occità i castellà, i també de la lingüística indoeuropea i aràbiga.
Va contribuir en gran manera al coneixement i a la divulgació de l'occità aranès mitjançant la seva tesi sobre vocabulari aranès (1931) i sobretot, molt més tard, amb El parlar de la Vall d'Aran. Gramàtica, diccionari i estudis lexicals sobre el gascó (1990).

## Biografia
Va néixer el 21 de març del 1905 a la ciutat de Barcelona, fill del polític Pere Coromines i Montanya i de la pedagoga Celestina Vigneaux i Cibils. Era germà del matemàtic Ernest Corominas i de la psicòloga Júlia Coromines i Vigneaux. De molt jove ja va mostrar interès en la lingüística.
Estudià a la Facultat de Filosofia i Lletres de la Universitat de Barcelona, i va completar estudis en diverses ciutats europees. Així, després d'acabar la llicenciatura a la capital catalana es traslladà a Madrid on tingué com a professors a Américo Castro i Ramón Menéndez Pidal, enfortint a conseqüència els seus coneixements en lingüística espanyola. Hi defensà la seva tesi sobre vocabulari aranès el 7 de novembre del mateix any. Obtingué posteriorment una beca que li va permetre d'estudiar a Suïssa. A la Universitat de Zúric, entre novembre de 1928 i juliol de 1929, estudià retoromànic a les classes de Louis Gauchat i millorà els seus coneixements romanístics amb el gran lingüista suís Jakob Jud pel qual sentí sempre una gran admiració.
El 1930 començà a treballar a l'Institut d'Estudis Catalans i el 1931 publicà la tesi doctoral Vocabulario aranés. El mateix any engegà l'elaboració d'una de les seves obres cabdals, l'Onomasticon Cataloniae.
L'esclat de la Guerra Civil (1936) el va trobar a Madrid fent oposicions a una càtedra de filologia provençal. L'11 de novembre del 1936 es casà amb Bárbara de Haro. El seu patrimoni familiar i personal fou devastat tant pels elements incontrolats anarquistes al començament i durant la guerra (malgrat els esforços de la Generalitat i particularment del conseller Ventura Gassol per evitar-ho), com pels elements franquistes que en resultaren guanyadors. Després de la Guerra Civil espanyola s'exilià en diversos països, fins que aconseguí una càtedra a la Universitat de Chicago el 1948, on serà conegut com a John Corominas. Entre 1954 i 1957 va publicar el Diccionario crítico etimológico de la lengua castellana.
D'aleshores d'ençà, va anar tornant a Barcelona en diverses ocasions, i el 1963 hi passa uns mesos, que aprofita per adquirir un terreny al carrer de Cristòfol Colom, núm. 30, Pineda de Mar i començar el 1964 a edificar-hi una casa. El juliol de 1967 es jubila a Chicago i torna a Barcelona, on s'instal·la, però ja començant a fer llargues estades a Pineda, on troba més tranquil·litat per a treballar-hi i on viurà permanentment els últims vint anys de vida.
Del 1980 al 1991 va preparar el Diccionari etimològic i complementari de la llengua catalana. El 1994 va acabar l'Onomasticon Cataloniae. Va passar els últims anys de la seva vida a Pineda de Mar, treballant intensament, i hi morí el 2 de gener del 1997.
Se n'instal·là la capella ardent al Saló de Sant Jordi del Palau de la Generalitat i fou enterrat al cementiri de Montjuïc (Barcelona).
El lingüista Joan Coromines va formar-se al llarg de la seva vida entre les ciutats de Barcelona, Montpeller, Madrid, Zúric, Ginebra i París. L'any 1939 s'exilià a l'Argentina i posteriorment als EUA, des d'on publicà l'importantíssim Diccionario crítico etimológico de la lengua castellana, que li donà prestigi internacional. Instal·lat definitivament a Catalunya després de la seva jubilació, Joan Coromines inicià la redacció de la totalitat de la seva producció lexicogràfica catalana.
Coromines va mantenir posicions profundament catalanistes, va rebutjar una càtedra a Madrid, el nomenament per a ésser membre de la Real Academia Española i diversos premis del govern espanyol (com la Gran Creu d'Alfons X) a causa del tractament que rebia la llengua catalana a Espanya.
Joan Coromines és un referent tant en el camp de la lingüística, com en el sector cívic i patriòtic. La seva vida va ser presidida pels principis de fidelitat a la llengua catalana, per l'esforç i la tenacitat per servir aquests ideals, i l'austeritat que relligava tots aquests elements. Per la seva autoritat científica i moral, Coromines continua essent un model per als catalans i catalanes conscients del segle XXI. 

## Llegat
El 17 d'abril del 1997 es constituí la Fundació Pere Coromines d'Estudis Filosòfics, Històrics, Literaris i d'Investigació. L'acte tingué lloc a la casa de Pineda, però la seu de l'entitat es fixà a la casa pairal de la família de Sant Pol de Mar, on havia passat els estius fins a la Guerra Civil. Un cop restaurada la casa de Sant Pol, hi foren traslladats els papers, biblioteca i pertinences de Coromines des de Pineda i des del pis de Barcelona. Entre el gener i el març de 1998 van tenir lloc un cicle d'estudi i d'homenatge a l'obra de Coromines.

## El cedulari general de Coromines
El cedulari general és un fitxer de 36 calaixos amb un milió de cèdules, ordenades alfabèticament, amb la informació obtinguda a les enquestes orals i el buidatge sistemàtic de publicacions i documents manuscrits. Coromines el va recollir meticulosament per a la preparació dels diccionaris etimològics castellà, aranès i català, i l'Onomasticon Cataloniae, que recull l'origen dels noms de lloc dels Països Catalans.
Després d'un recorregut per tots els continents, que el salvà de la Guerra Civil i de la Segona Guerra Mundial, es conserva a la Fundació Pere Coromines de Sant Pol de Mar.

## Obres
- 1931: Vocabulario aranés
- 1954: Algunes lleis fonètiques catalanes no observades fins ara
- 1954: El que s'ha de saber de la llengua catalana
- 1954-1957: Diccionario crítico etimológico de la lengua castellana
- 1961: Breve diccionario etimológico de la lengua castellana
- 1965-1970: Estudis de toponímia catalana
- 1971: Lleures i converses d'un filòleg
- 1972: Tópica hespérica. Estudio sobre los antiguos dialectos, el substrato y la toponímia romances
- 1976-1977: Entre dos llenguatges
- 1980-1991: Diccionari etimològic i complementari de la llengua catalana, amb Joseph Gulsoy, Max Cahner, Carles Duarte i Àngel Satué (ISBN 84-7256-173-9)
- 1980-1991: Diccionario crítico etimológico castellano e hispánico, amb José Antonio Pascual
- 1990: El parlar de la Vall d'Aran. Gramàtica, diccionari i estudis lexicals sobre el gascó
- 1989-1997: Onomasticon Cataloniae
- 2014: Itineraris Joan Coromines. Excursions a la recerca del mot, de la paraula viva
- 2017: Llengua i pàtria

## Premis
- 1972: Premi Lletra d'Or, per Lleures i converses d'un filòleg
- 1972: Crítica Serra d'Or d'assaig, per Lleures i converses d'un filòleg
- 1980: Medalla d'Or de la Generalitat de Catalunya
- 1981: Premi d'Honor Jaume I
- 1984: Premi d'Honor de les Lletres Catalanes
- 1989: Premi Nacional de les Lletres Espanyoles[8]
- 1994: Medalla d'Or de la ciutat de Barcelona
- 1995: Premi Nacional a la Projecció Social de la Llengua Catalana
- 1996: Premi de la Institució de les Lletres Catalanes
- 1998: Medalla d'Honor de la Xarxa Vives d'Universitats.

## Patrimoni Literari
El 1926, Joan Coromines va escriure una carta a Celestina Vigneaux, la seva mare, de París estant, on explica la seva visita a la ciutat, explicant-li la seva primera impressió d'aquesta.
“Em figurava que seria una cosa molt gran,  així és que les dimensions no m'han sorprès gaire; el que no havia imaginat ni vagament és la seva elegància i acabament: l'art d'aconseguir la magnificència sense ofendre la modèstia, el més difícil de tots. Passat d'això gairebé no els en puc dir res més. He corregut les Sales d'Escultura del Louvre i, en sortint, hem fet el tomb cap a l'Arc de l'Étoile i els bulevards. És suficient per a tenir la primera impressió.»
El novembre de 1928 Joan Coromines, explicava als seus pares les seves vivències per la ciutat suïssa de Zúric.
“La nostra arribada a Zúric no va ésser gaire alegre: com que eren tres quarts de 7, feia negra nit, hi havia boira baixa i feia fred. No era possible de fer cap visita perquè anàvem bruts de cara i sobretot de roba, així és que ens vam posar a cercar un hotel. Vam passar per tres o quatre que eren plens i, com que estàvem enfredorits, ens decidírem a entrar en un de més car, únic on trobàrem cambra. Per fi, en havent dinat, després d'un llarg pelegrinatge, vaig aconseguir trobar la casa del Sr. Jud, a Zollikon, un poblet dels afores (com si diguéssim el Masnou o Sant Just Desvern), a la vora del llac. Viu en un xalet gran i ben amoblat a cent metres damunt de l'aigua amb una vista magnífica sobre el llac i els afores de la ciutat.»
El març de 1929, Joan Coromines enviava una carta als seus pares, on encara parla del fred polar de Zúric, i de la seva visita al poble propenc de Stäfa.
“Des de dilluns s'ha posat a fer un fred terrible; aquest matí el termòmetre de la porta marcava 16 sota zero i, segons el diari, hem arribat a 23. El llac de Zúric s'ha glaçat, cosa que no havia passat des de fa trenta anys, i hi ha un vaporet que es passa tot el dia anant amunt i avall davant la ciutat per conservar un petit tros d'aigua lliure on s'han refugiat totes les embarcacions que feien el servei de transport. Per evitar que l'excessiu encofurnament ens fos perjudicial, diumenge a la tarda vam anar amb tren fins a Stäfa, un poble en la costa del llac on el glaç era més sòlid, i ens vam donar el plaer d'una passejada damunt els gels, una espècie d'expedició polar en petit. Tot Zúric s'havia traslladat a Stäfa, els uns per patinar, els altres per caminar pel gel, els altres per mirar-s'ho, de tal manera que, amb tot i haver-hi anat amb temps, haguérem de fer el viatge en el furgó dels bagatges i després van sortir diversos trens especials. En el llac hi havia una multitud immensa, certament més de deu mil persones de totes edats i sexes.»
L'abril del 1929 va escriure una altra carta als seus pares, Pere Coromines i Celestina Vigneaux, des de Ginebra. Fa referència a una postal anterior que havia enviat, explicant també la seva experiència per la ciutat.
“De Ginebra ja havíem vist el més notable a l'anar; aquesta vegada vam visitar només l'illa de Rousseau, el monument de Brunsvic i el Quai del Mont-Blanc i entremig de dos xàfecs ens arribàrem passejant per la vora del Roine fins a la sortida de la ciutat. Vam posar a l'Hotel Terminus, el mateix on estigueren Vostès. L'endemà haguérem volgut anar fins a Lausana en vaixell pel Léman (a la qual cosa ens donava dret el bitllet d'anar i tornar), però la baixa de les aigües havia causat la suspensió del servei.»